# Callimenellus variegatus
Callimenellus variegatus är en insektsart som beskrevs av Andrej Vasiljevitj Gorochov och Volchenkova 2005. Callimenellus variegatus ingår i släktet Callimenellus och familjen vårtbitare. Inga underarter finns listade i Catalogue of Life.